# Gastronomía de Guerrero
La gastronomía guerrerense es el conjunto de alimentos, técnicas culinarias y platos típicos del estado de Guerrero, en el sur de México. Se basa en el mestizaje de las tradiciones nahuas, purépechas, mixtecas, tlapanecas o yopes, amuzgas, etc. con la cultura española, francesa, africana y otras influencias europeas.
Como en todo México, los ingredientes esenciales de su dieta son el maíz, el chile y el frijol. También destacan el pescado y otros productos del mar, especialmente en las regiones Costa Chica y Costa Grande.
El cultivo del trigo fue introducido durante la colonia, y de la tradición panadera española se heredan numerosas preparaciones como las semitas tixtlecas, las «chilpacingueñas», el marquesote, el chilapeño, etc.

## Antojitos y platillos
- Aporreado
- Apozole
- Chalupas
- Chilate
- Chilatequile
- Bolillo con relleno de Técpan
- Carnitas
- Moles
- Mole rosa de Taxco
- Morisqueta
- Pozole
- Relleno
- Tiritas de pescado del Puerto de Zihuatanejo
- Tacos dorados con consome
- pescado a la talla

## Bebidas
- Aguas de limón, naranja, guayaba, mango, piña, tamarindo y otras frutas.
- Chilate
- Mezcal
- Té
- Yoli
- Tuba (bebida) tuba
- coca cola